# Îles Hajangoua
Les îles Hajangoua sont des îlots de Mayotte appartenant administrativement à Pamandzi.
Ce sont des îles désertes, protégées par le Conservatoire du Littoral et elles font partie du Parc naturel marin de Mayotte.

## Géographie
Situé dans l'Anse Hajangoua à l'Est de Mayotte, il s'agit de plusieurs îlots et récifs dont les principaux sont :
- Kolo Issa, qui s'étend sur environ 460 m de longueur pour 120 m de largeur;
- Pengoua, qui s'étend sur environ 660 m de longueur pour moins de 70 m de largeur;
- Pouhou, qui s'étend sur environ 300 m de longueur pour 30 m de largeur.